# Rio Brilhante
Municipalité de l'État du Mato Grosso do Sul, centre-ouest du Brésil, Rio Brilhante compte 26 560 habitants en 2007, 13 615 hommes pour 12 945 femmes. La densité démographique est de 6,64 hab/km2.
L'aire de la ville est de 3 987,529 km2.
Rio Brilhante se trouve à une altitude de 312 mètres. Les habitants sont appelés les Riobrilhantenses.
Elle a été fondée le 26 septembre 1929.
Rio Brilhante se situe à 160 kilomètres au sud de la capitale de l'État, Campo Grande et il est à noter qu'à quelques kilomètres au Nord de Rio Brilhante, se trouve le Pantanal, région sauvage et protégée.

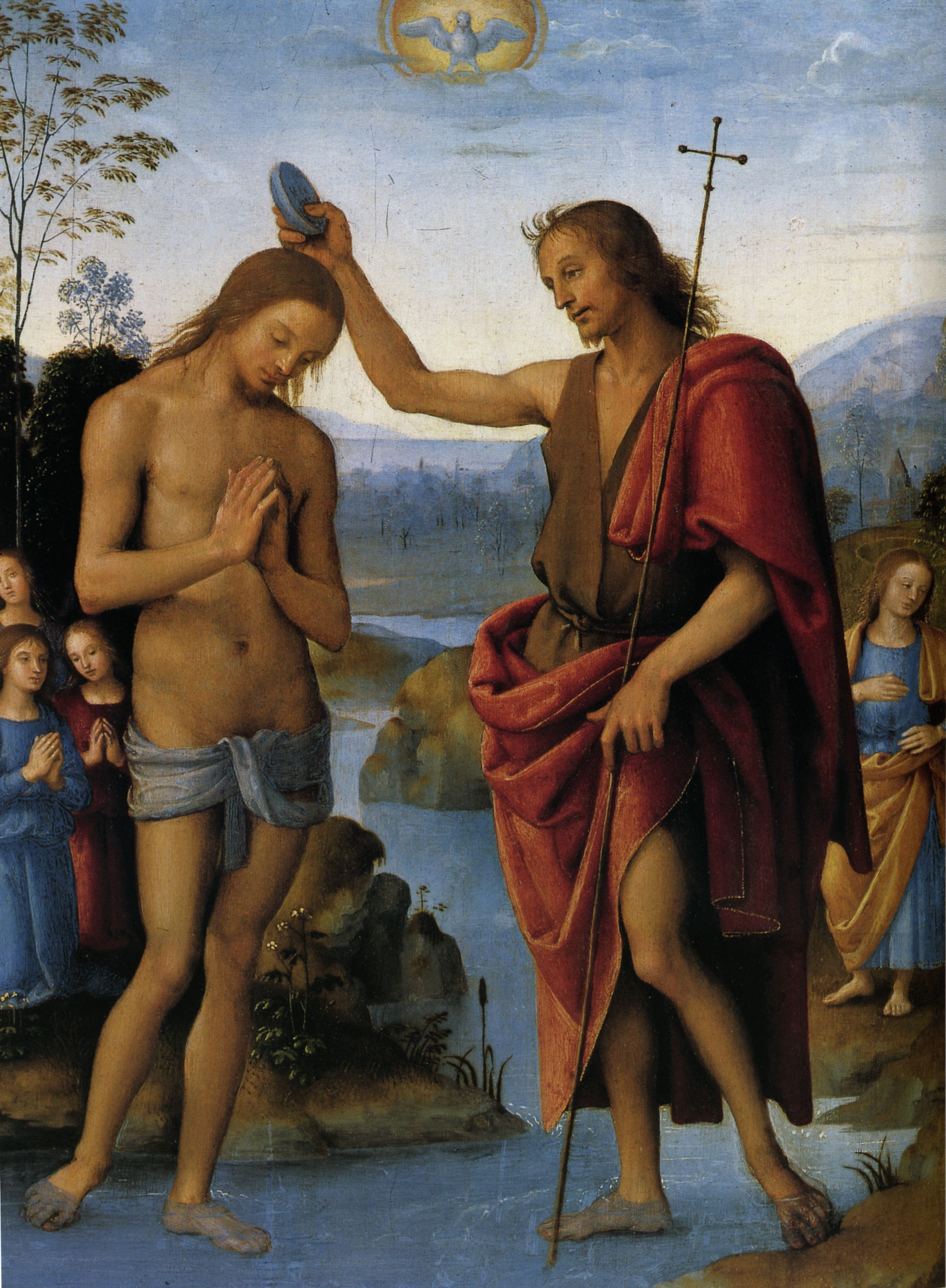
Baptême de Jésus, avec le divin Saint-Esprit, saint patron du Rio Brilhante, représenté sous la forme d'une colombe au sommet, entre Jésus et Jean-Baptiste. 1498/1500. Par Perugino, actuellement au Kunsthistorisches Museum, Gemäldegalerie, Vienne.

## Maires
| Période | Période | Identité              | Étiquette | Qualité |
| ------- | ------- | --------------------- | --------- | ------- |
| 2009    | 2012    | Donato Lopes da Silva | PPS       |         |

## Personnalités
- Alex Dias: footballeur professionnel brésilien, ancien joueur de l'AS Saint-Étienne (France), du Paris Saint-Germain (France), du São Paulo-SP, du CR Vasco da Gama-RJ ou encore de Fluminense-RJ.